# Nina Gerhard
Nina Gerhard (1974) is een Duitse zangeres.

## Levensloop en carrière
Na het afronden van haar studies in 1992 werd ze de leadzangeres van Captain Hollywood Project. Onder meer de hit More And More heeft Gerhard ingezongen. In 1994 ging ze solo onder de artiestennaam Nina. Ze behaalde een nummer 1-hit met het nummer The Reason Is You in Wallonië en Spanje.

## Discografie
| Single met hitnotering(en) in de Vlaamse Ultratop 50 | Datum van verschijnen | Datum van binnenkomst | Hoogste positie | Aantal weken | Opmerkingen |
| ---------------------------------------------------- | --------------------- | --------------------- | --------------- | ------------ | ----------- |
| The Reason Is You                                    | 1994                  | 07-01-1995            | 2               | 15           |             |
| Until All Your Dreams Come True                      | 1995                  | 06-05-1995            | 17              | 15           |             |

- Gemeinsame Normdatei: 1019806818
- MusicBrainz: 75ccecb6-9d86-4398-abac-e1372378fe16
- Virtual International Authority File: 232236924